# Leonard Dobczyński
Leonard Dobczyński (ur. 12 marca 1933 w Wygiełzowie, dzielnicy Ząbkowic, zm. 10 sierpnia 2014 w Warszawie) – polski lekkoatleta płotkarz i sprinter, trzykrotny mistrz Polski, później trener lekkoatletyczny.
Był mistrzem Polski w biegu na 400 metrów przez płotki w 1959 oraz w sztafecie 4 × 100 metrów w 1956 i 1957. 
W 1959 wystąpił w trzech meczach reprezentacji Polski w biegu na 400 metrów przez płotki, nie odnosząc zwycięstw.
Rekordy życiowe:
- bieg na 400 metrów – 49,9 (15 września 1958, Warszawa)
- bieg na 200 metrów przez płotki – 24,7 (22 sierpnia 1959, Gdańsk)
- bieg na 400 metrów przez płotki – 53,0 (20 września 1959, Kolonia)

Był zawodnikiem Spójni Warszawa, Lotnika Warszawa i Legii Warszawa.

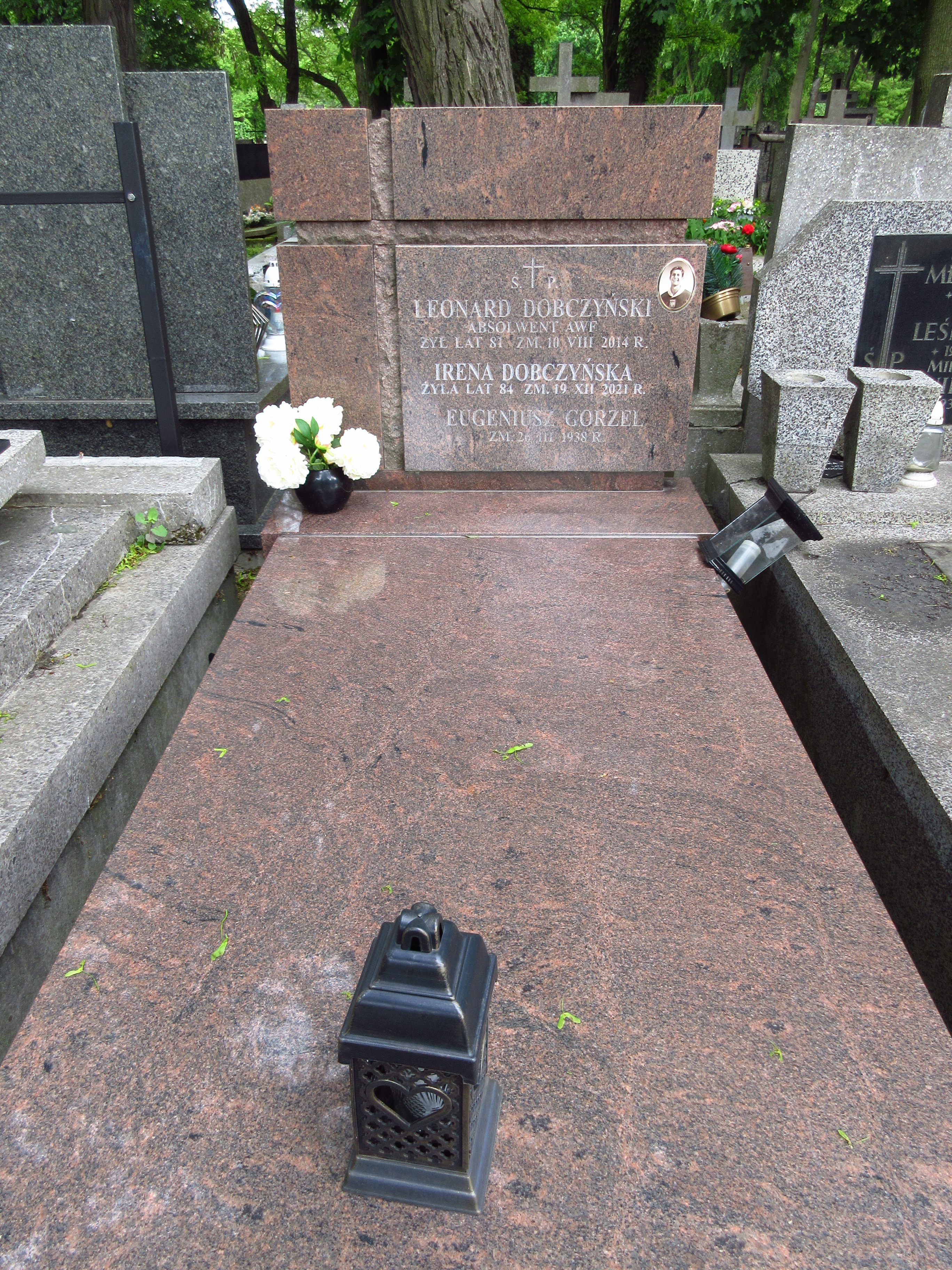
Grób Leonarda Dobczyńskiego na Cmentarzu Bródnowskim.

Przez wiele lat był cenionym trenerem lekkoatletycznym, m.in. w AZS Warszawa. Jego podopiecznymi byli: Zenon Nowosz, Jerzy Pietrzyk, Maciej Ryszkowski, Tomasz Jędrusik, Tadeusz Kulczycki, Jerzy Hewelt, Dariusz Podobas, Piotr Długosielski. Pochowany na Cmentarzu Bródnowskim (kwatera 44L-2-10).